# Tovomita
Tovomita är ett släkte av tvåhjärtbladiga växter. Tovomita ingår i familjen Clusiaceae.

## Dottertaxa tillTovomita, i alfabetisk ordning[1]
- Tovomita acutiflora
- Tovomita aequatoriensis
- Tovomita alatopetiolata
- Tovomita albiflora
- Tovomita amazonica
- Tovomita atropurpurea
- Tovomita auriculata
- Tovomita bahiensis
- Tovomita brevistaminea
- Tovomita calodictyos
- Tovomita caloneura
- Tovomita calophyllophylla
- Tovomita carinata
- Tovomita chachapoyasensis
- Tovomita choisyana
- Tovomita clusiiflora
- Tovomita coriacea
- Tovomita divaricata
- Tovomita duckei
- Tovomita eggersii
- Tovomita elliptica
- Tovomita excelsa
- Tovomita fanshawei
- Tovomita foldatsii
- Tovomita frigida
- Tovomita froesii
- Tovomita fructipendula
- Tovomita gazelii
- Tovomita glazioviana
- Tovomita gracilipes
- Tovomita grata
- Tovomita guianensis
- Tovomita humilis
- Tovomita killipii
- Tovomita krukovii
- Tovomita laurina
- Tovomita leucantha
- Tovomita longifolia
- Tovomita macrocarpa
- Tovomita macrophylla
- Tovomita mangle
- Tovomita martiana
- Tovomita melinonii
- Tovomita micrantha
- Tovomita microcarpa
- Tovomita morii
- Tovomita obovata
- Tovomita obscura
- Tovomita paniculata
- Tovomita parviflora
- Tovomita plumieri
- Tovomita pyrifolia
- Tovomita rileyi
- Tovomita rubella
- Tovomita schomburgkii
- Tovomita secunda
- Tovomita silvatica
- Tovomita speciosa
- Tovomita spruceana
- Tovomita stergiosii
- Tovomita stigmatosa
- Tovomita stylosa
- Tovomita tenuiflora
- Tovomita triflora
- Tovomita trojitana
- Tovomita turbinata
- Tovomita umbellata
- Tovomita uniflora
- Tovomita weberbaueri
- Tovomita weddeliana